# Joakim Nordström
Joakim Nordström, född den 25 februari 1992 i Tyresö församling, Stockholms län, är en svensk ishockeyspelare (center) som spelar för Calgary Flames i NHL. 
Han har tidigare spelat på NHL-nivå för Boston Bruins, Carolina Hurricanes och Chicago Blackhawks och på lägre nivåer för Rockford Icehogs i AHL, AIK Ishockey i SHL och AIK Ishockey och Almtuna IS i Hockeyallsvenskan.
Nordström draftades i tredje rundan i 2010 års draft av Chicago Blackhawks som 90:e spelare totalt.
Hans moderklubb är Hanvikens SK. Nordström värvades av AIK:s A-lag och gjorde debut säsongen 2009/2010.
Nordström har också spelat i Sveriges juniorlandslag. Nordström var med i det svenska lag som vann guld vid Junior-VM 2012.
Han vann Stanley Cup med Chicago Blackhawks säsongen 2014/2015.
Nordström skrev som free agent på ett tvåårskontrakt värt 2 miljoner dollar med Boston Bruins den 1 juli 2018.

## Statistik
| 2008–09                  | AIK Ishockey J20         | J20 Superelit            | 4   | 2  | 0  | 2  | 2  | —  | — | — | — | — |
| 2009–10                  | AIK Ishockey             | Hockeyallsvenskan        | 2   | 0  | 0  | 0  | 0  | —  | — | — | — | — |
|                          | AIK Ishockey J20         | J20 Superelit            | 28  | 6  | 9  | 15 | 53 | —  | — | — | — | — |
| 2010–11                  | AIK Ishockey             | Elitserien               | 11  | 0  | 1  | 1  | 0  | 1  | 0 | 0 | 0 | 0 |
|                          | Almtuna IS               | Hockeyallsvenskan        | 12  | 0  | 1  | 1  | 4  | —  | — | — | — | — |
|                          | AIK Ishockey J20         | J20 Superelit            | 25  | 9  | 11 | 20 | 36 | —  | — | — | — | — |
| 2011–12                  | AIK Ishockey             | Elitserien               | 47  | 3  | 3  | 6  | 4  | 10 | 1 | 2 | 3 | 2 |
| 2012–13                  | AIK Ishockey             | Elitserien               | 43  | 5  | 4  | 9  | 29 | —  | — | — | — | — |
|                          | Rockford Icehogs         | AHL                      | 11  | 0  | 3  | 3  | 12 | —  | — | — | — | — |
| 2013–14                  | Chicago Blackhawks       | NHL                      | 16  | 1  | 2  | 3  | 2  | 7  | 0 | 0 | 0 | 0 |
|                          | Rockford Icehogs         | AHL                      | 58  | 17 | 16 | 33 | 21 | —  | — | — | — | — |
| 2014–15                  | Chicago Blackhawks       | NHL                      | 38  | 0  | 3  | 3  | 4  | 3  | 0 | 0 | 0 | 0 |
|                          | Rockford Icehogs         | AHL                      | 23  | 9  | 7  | 16 | 19 | —  | — | — | — | — |
| 2015–16                  | Carolina Hurricanes      | NHL                      | 71  | 10 | 14 | 24 | 12 | —  | — | — | — | — |
|                          | Rockford Icehogs         | AHL                      | 2   | 1  | 0  | 1  | 0  | —  | — | — | — | — |
| 2016–17                  | Carolina Hurricanes      | NHL                      | 82  | 7  | 5  | 12 | 17 | —  | — | — | — | — |
| 2017–18                  | Carolina Hurricanes      | NHL                      | 75  | 2  | 5  | 7  | 6  | —  | — | — | — | — |
| 2018–19                  | Boston Bruins            | NHL                      | —   | —  | —  | —  | —  | —  | — | — | — | — |
| NHL totalt               | NHL totalt               | NHL totalt               | 282 | 20 | 29 | 49 | 41 | 10 | 0 | 0 | 0 | 0 |
| AHL totalt               | AHL totalt               | AHL totalt               | 94  | 27 | 26 | 53 | 52 | —  | — | — | — | — |
| Elitserien/SHL totalt    | Elitserien/SHL totalt    | Elitserien/SHL totalt    | 101 | 8  | 8  | 16 | 33 | 11 | 1 | 2 | 3 | 2 |
| Hockeyallsvenskan totalt | Hockeyallsvenskan totalt | Hockeyallsvenskan totalt | 14  | 0  | 1  | 1  | 4  | —  | — | — | — | — |